# پرستوهای تندروپر
پرستوهای تندروپر (نام علمی: Tachycineta) نام یک سرده از تیره پرستویان است.